# Bradamante
Bradamante es una heroína ficticia, presente en dos poemas épicos del Renacimiento: Orlando enamorado (1483) de Matteo Maria Boiardo y, principalmente, Orlando furioso (1516) de Ludovico Ariosto. Los poemas, elaborados a partir de las leyendas de Carlomagno, canciones de gesta y motivos recurrentes en la Materia de Francia y la Materia de Bretaña, y con su romance con el caballero sarraceno Rugiero como elemento básico de la trama, tuvieron una gran influencia en la cultura posterior y Bradamante se convirtió en un personaje recurrente en el arte occidental.

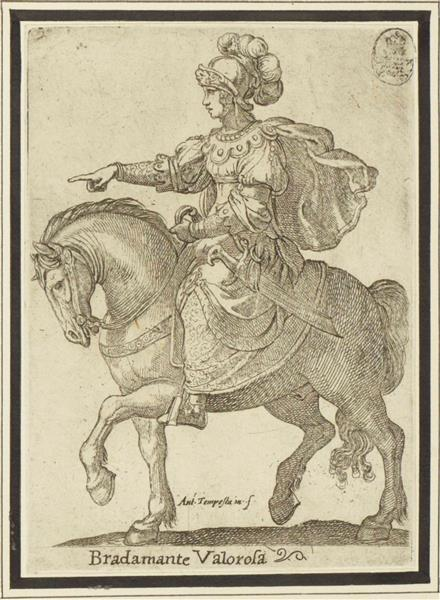
La valiente Bradamante, aguafuerte de Antonio Tempesta (1597)

Bradamante, paladina de Carlomagno, se enamora de un guerrero sarraceno llamado Rugiero, pero se niega a casarse con él si no se convierte del islam al cristianismo. Valiente y experta en combate, tiene una lanza mágica que derriba del caballo a quien toca, y rescata a Rugiero de ser encarcelado por el mago Atlante. Se la describe vestida de blanco, con un escudo blanco y una cresta de pendón. 
Los dos amantes están separados muchas veces durante la historia, y los padres de Bradamante rechazan al pretendiente, incluso después de que Rugiero se convierta al cristianismo, prefiriendo a un rico noble de nombre Leo. Bradamante convence a Carlomagno para celebrar un torneo: se casará solo con aquel que consiga resistirla en combate desde el amanecer hasta el anochecer, y Rugiero supera el reto. Los descendentes de su matrimonio dan lugar a la noble Casa de Este —panegírico de Hipólito de Este—, y quienes fueron los mecenas tanto de Boiardo como de Ariosto.
El legado del personaje de Bradamante se encuentra en varias obras posteriores. Así, se han escrito varias obras epónimas sobre la heroína, como las óperas Bradamante, de Pietro Paolo Bissari con música de Francesco Cavalli, puesta en escena por primera vez en 1650 en el Teatro Santi Giovanni e Paolo de  Venecia; Bradamante, de Louis Lacoste con libreto de Pierre-Charles Roy, presentada en la Ópera Garnier de París el 2 de mayo de 1707; Bradamante, de Heinrich Joseph von Collin con música de Johann Friedrich Reichardt presentada en Viena el 3 de febrero de 1809; Bradamante, de Eduard Tauwitz presentada por primera vez a Riga en 1844; o como personaje aparece en Alcina, de Händel. En 1582, el dramaturgo Robert Garnier escribió la tragicomedia Bradamante, donde desarrolló más la historia de amor entre la heroína y Ruggiero o, más tarde, es la protagonista de Il Cavaliere inesistente (1959) de Italo Calvino, de entre otras novelas.También ha sido representada en el cine, como la película italiana basada en las leyendas que rodean a los paladines de Carlomagno, (Paladini: Storia d'armi e d'amori, 1983).